# Cristóvão de Melo
Cristóvão de Melo (Évora, 1672 — Goa, 9 de abril de 1734) foi um administrador colonial português, sendo o 67.º Governador da Índia e participando do 12.º Conselho de Governo da Índia, junto com Dom Frei Inácio de Santa Teresa e com Cristóvão Luís de Andrade, quando era o vedor da Fazenda e do 13.º Conselho de Governo da Índia, com o Frei Inácio de Santa Teresa e com Tomé Gomes Moreira.